# 圆觉经
《大方廣圓覺修多羅了義經》，簡稱圓覺經，大乘佛教经典，相傳在初唐時，由佛陀多羅在洛陽白馬寺譯出。此經歷來受到天台宗、華嚴宗及禪宗的高度推崇，在漢傳佛教中有重要地位，根據其內容思想，佛教學者將其歸類為如來藏學派的作品。
但因為其譯出過程不詳，又無梵文本傳世，現代佛教研究學者懷疑此經可能是在中國寫成，非由印度傳入。

## 名稱
根據中文名稱，字面回譯成梵文，可能為。
圓覺一詞最早出現於《仁王護國經》的「圓覺忍」，不空的譯本以「正覺忍」稱之。其次，淨影慧遠的《大乘起信論義疏》，解釋「究竟覺」是「覺心源故，修歸圓覺也」。因此圓覺的意思即是正等正覺、究竟覺。就漢語而言，具足眾德稱圓，照破無明為覺，圓覺即是指圓滿的覺性。

## 內容
全经一般分作序、正、流通三分。共有十二章，主要内容是釋迦牟尼佛回答文殊菩萨、普贤菩萨、普眼菩萨、金剛藏菩薩、彌勒菩薩、清淨慧菩薩、威德自在菩薩、辯音菩薩、凈諸業障菩薩、普覺菩薩、圓覺菩薩和賢善首菩薩就有關修行菩薩道所提出的問題，以長行和偈頌形式宣说如来圆觉的妙理和方法。此经在《开元释教录》中被列于大乘“修多罗藏”，后收入华严部。

## 歷史源流
在智昇《續古今譯經圖記》中，首次記錄此書為佛陀多羅所譯，但譯出時間不詳，佛陀多羅的生平也沒被記錄下來。圭峰宗密在《圓覺經大疏》中記錄了一個說法，此經於長壽二年（693年）譯出，但也無法提供更精確的資料，此外，宗密曾見到一古本，據傳貞觀21年（647年）於潭州寶雲寺譯出，但無法確定真假。
此经是唐、宋以来天台宗、贤首宗、禅宗等盛行讲习的经典。最早提倡此經的是華嚴宗五祖圭峰宗密，他為此經作了七部注解，著名的有《圓覺經大疏釋義鈔》、《圓覺經略疏》、《圓覺經略疏鈔》。